# Petter Hugsted
Petter Hugsted (n. 11 iulie 1921, Comuna Kongsberg, Buskerud, Norvegia – d. 16 mai 2000, Comuna Kongsberg, Buskerud, Norvegia) a fost un fotbalist norvegian, medaliat olimpic. A participat la o ediție a Jocurilor Olimpice (1948) în care a câștigat o medalie de aur.

## Participări
Lista de mai jos prezintă principalele competiții la care a participat Petter Hugsted de-a lungul carierei.
- Olympische Winterspiele 1948/Skispringen[*]